# ヴァルター・アンダーソン
ヴァルター・アルトゥール・アレクサンダー・アンダーソン（英：Walter Arthur Alexander Anderson、1885年10月10日 - 1962年8月23日）はミンスク出身の民俗学者。タルトゥ大学のエストニア民俗学・比較民俗学部の初代教授であり、ドイツの2大学でも教授を務めた。ラテン文字表記では表記ゆれがあり、一例としてエストニア大統領公式サイトでは「Valter Artur Aleksander Anderson」と表記されている。

## 生涯
1885年10月10日、ヴァルター・アンダーソンはミンスク（現在のベラルーシ首都）で生まれた。1894年、父ニコライ・アンダーソンがカザン大学のフィン・ウゴル語派の教授となり、一家はカザンに移り住んだ。ヴァルターはカザン大学、サンクトペテルブルク大学で学び、1912年にカザン大学の私講師になった。また、1916年には博士号を取得した。カザン大学では西欧文学とイタリア語の講義を担当していたヴァルターは1918年に教授となったが、ロシア内戦が原因で教授として働くことができず、ミンスクでグラマースクールの講師をしていた。
タルトゥ大学は1918年までロシア帝国の大学だったが、1919年にエストニア語で講義を行うエストニア共和国の大学として開校した。このとき、エストニア文化の発展と研究を目的として講義科目が追加されたが、講師が不足したため国外から研究者が招聘された。ヴァルター・アンダーソンはその中の1人であり、新設されたエストニア民俗学・比較民俗学部の初代教授に就任することになった。当時、エストニア民俗学は既にタルトゥを中心に民間レベルで研究され始めていたものの、学術的な研究が始められたのはこの学部が設立されてからだった。
バルト諸国占領が始まった1939年、バルト・ドイツ人はエストニアを離れることになり、ヴァルターやその兄でタルトゥ大学助教授のヴィルヘルム・アンダーソンもドイツへ向かうことになった。以前から体調を崩していた兄ヴィルヘルムは1940年3月にポーランドのメーゼリッツ、今でいうルブシュ県ミェンヅィジェチの病院で死去したが、ヴァルターはドイツに到着して同年にケーニヒスベルク大学の教授に就任した。1945年、ケーニヒスベルクの戦いにより市街地のほとんどが破壊され、ヴァルター自身も蔵書を全て失った。同年、彼はキール大学の教授に就任した。また、1950年には渡米してインディアナ大学ブルーミントン校の教授スティス・トンプソンの下で数カ月間客員研究員として滞在した。1953年にキール大学を退職した彼は名誉教授となったが、1962年8月23日にキールで死去した。

## 業績・評価
ヴァルター・アンダーソンは19世紀末にフィンランドのユリウス・クローン、カールレ・クローンらによって成立した「地理＝歴史的方法論」（フィンランド式方法論）に貢献した学者の1人として知られている。民俗学ではこの他に民間説話の自己匡正の法則なども重要な業績としてあげられている。彼はまた貨幣学の研究もしていた。彼の地理＝歴史的方法論を用いた研究はカールレ・クローンからは書承資料を有効活用していると高評価だったが、その一方でこの方法論に否定的な学者からは批判もあり、ロシアのA・I・ニキフォロフは彼が作成した伝承の系統樹を不適切な「類型論」だと主張した。
1938年、タルトゥ大学での教授としての働きが評価され、Order of the White Star（直訳：白星勲章）3等級を授与された。これは1936年にエストニア独立戦争を記念して作られたばかりの勲章であり、エストニア国民、地方政府、外国人に対してエストニアへの貢献を称えて授与されるものだった。

## 私生活・エピソード
アンダーソンは語学に堪能で40以上の言語を使用できたといい、例としてタルトゥ大学では1922年秋からはエストニア語で講義をしていた。
キール大学を退職した1953年からスペインの民俗学者ホアン・アマデスと手紙のやり取りをしていた。アンダーソンは1950年のアマデスの著作を読み、自身が研究対象にしている「The Three Orange」という民間説話がカタルーニャ州にも2種類存在することを知り、アマデスに最初の手紙を送った。2人の文通は1953年1月18日からアマデスが亡くなる直前の1958年12月8日まで続き、手紙26通と葉書5枚が残っている。アンダーソンの手紙はフランス語で書かれており、節に分けて番号をふったり重要な部分に下線を引いたりと整理されていた。また、民俗学の理論や方法論、興味のある出版物などを論じており、ほぼ独学で民俗学を学んだアマデスに対する教師のようにふるまっていた。一方、アマデスは自身が研究した地元カタルーニャ州の民間伝承や同じ州の民族学者が出版した説話の情報などを手紙に記載した。1954年から2人はカタルーニャ州の民間伝承を本にまとめようと作業を進めていたが、1959年にアマデスが死去し、後を引き継ごうとしていたアンダーソンも3年後に亡くなり、2人の計画は未完のまま終わった。

### 家族
父、兄、弟も学者として功績を残している。
- 父 - ニコライ・アンダーソン（英語版） (1845年　-　1905年)
フィン・ウゴル語派を専門とする比較言語学者。タルトゥ大学の卒業生、カザン大学教授[2]。
- 兄 - ヴィルヘルム・アンダーソン (1880年 - 1940年)
天体物理学者。白色矮星の質量上限に関する業績が評価されている[2]。
- 弟 - オスカー・アンダーソン (1887年 - 1960年)
数学者。1907年に兄弟の住むカザンを離れてサンクトペテルブルクに移住している。ロシア革命後の1920年にロシアを離れ、ハンガリー、ブルガリアと各地を転々としたが最終的にドイツのミュンヘンが終の棲家となった[18]。